# Estación de Txurdinaga
La estación de Txurdinaga, en el barrio bilbaíno del mismo nombre, corresponde a la Línea 3 del Metro de Bilbao, que entró en funcionamiento el 8 de abril de 2017.

## Accesos
- Avda. Gabriel Aresti, 30 (salida Gabriel Aresti)
- Jesús Galindez (peatonal)
- Gabriel Aresti /  Jardines de Garai (salida Gabriel Aresti)

### Accesos nocturnos
- Avda. Gabriel Aresti, 30 (salida Gabriel Aresti)
- Avda. Gabriel Aresti / Jardines de Garai (salida Gabriel Aresti)

## Galería de fotos

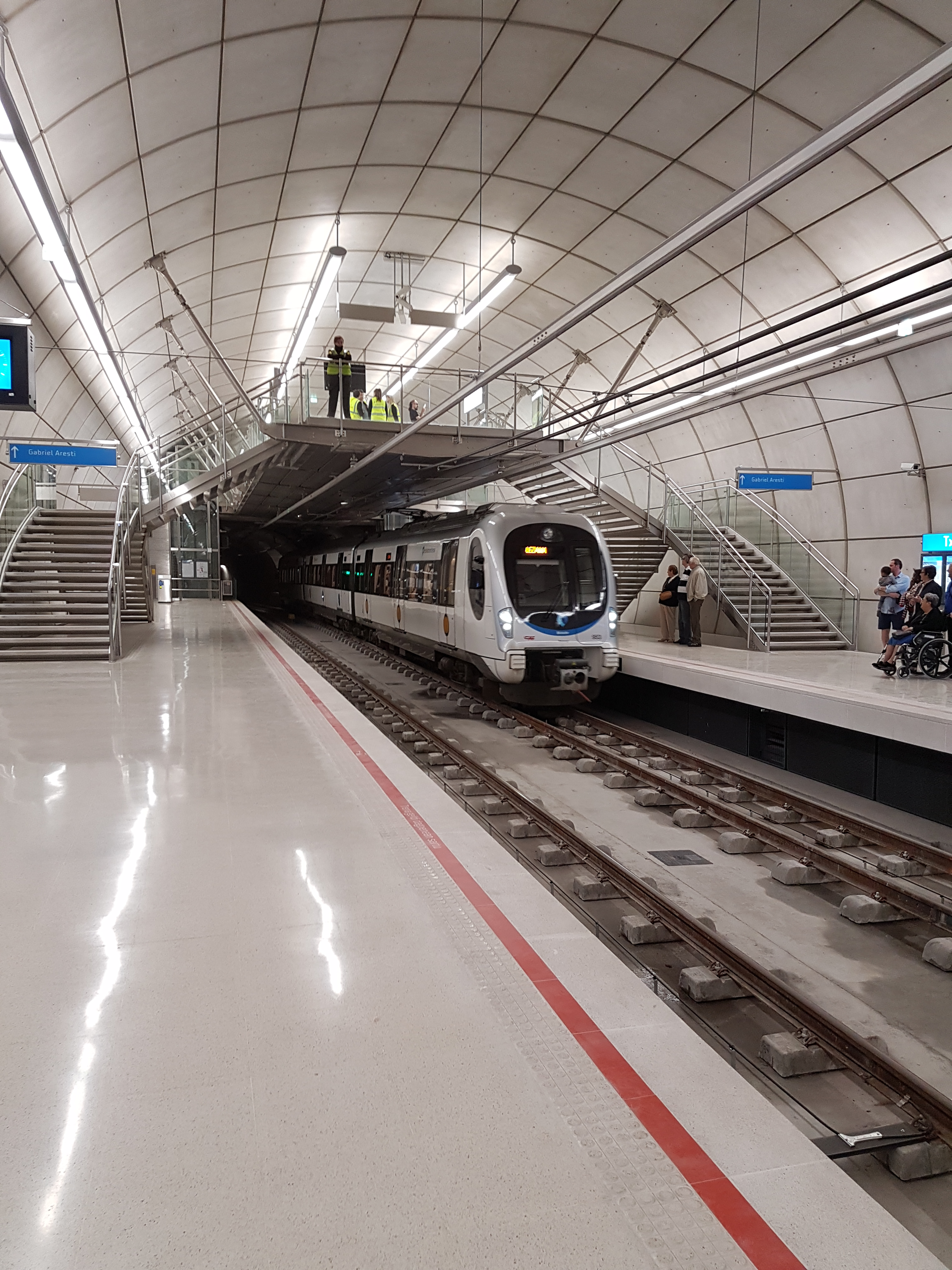
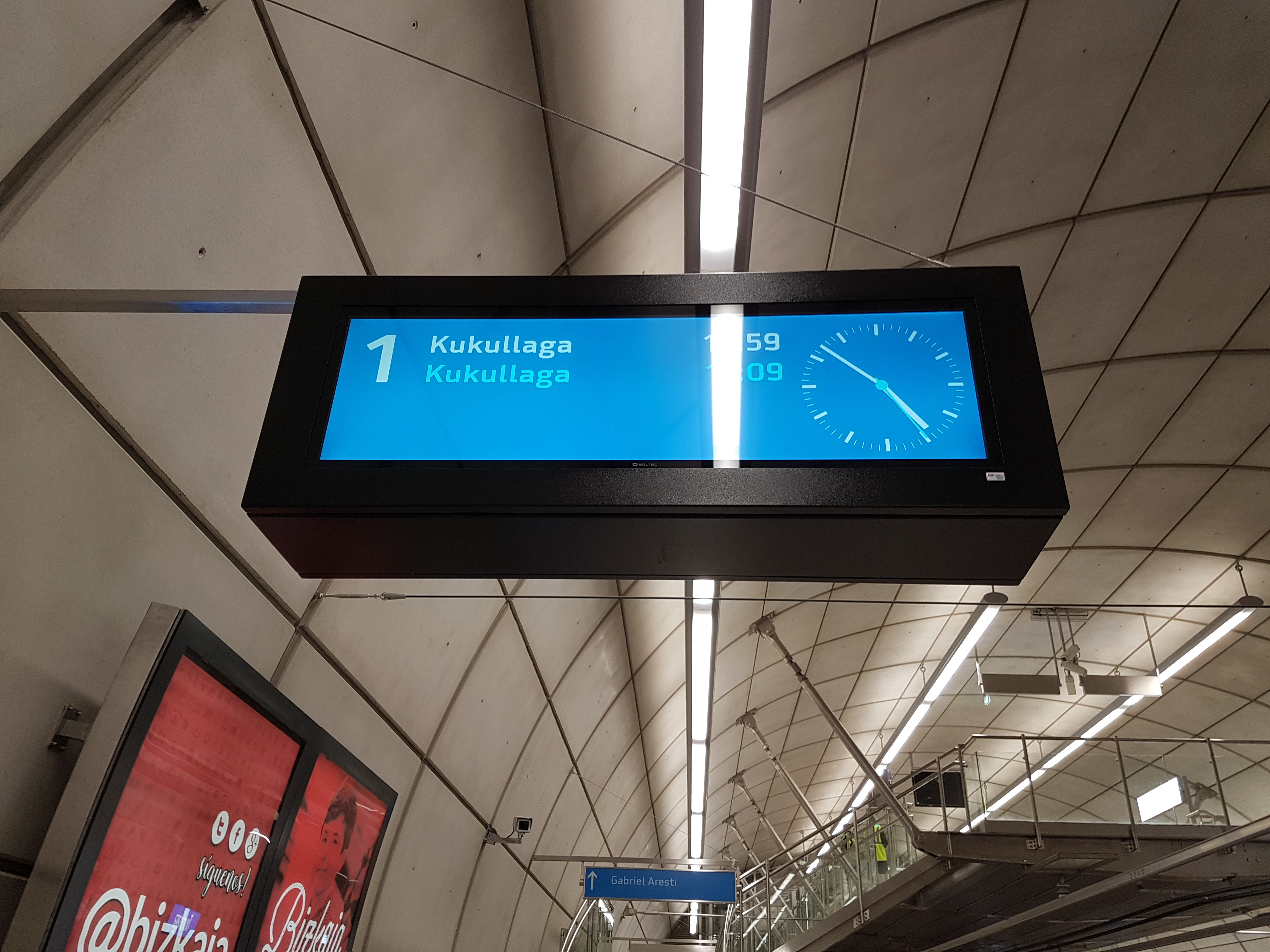
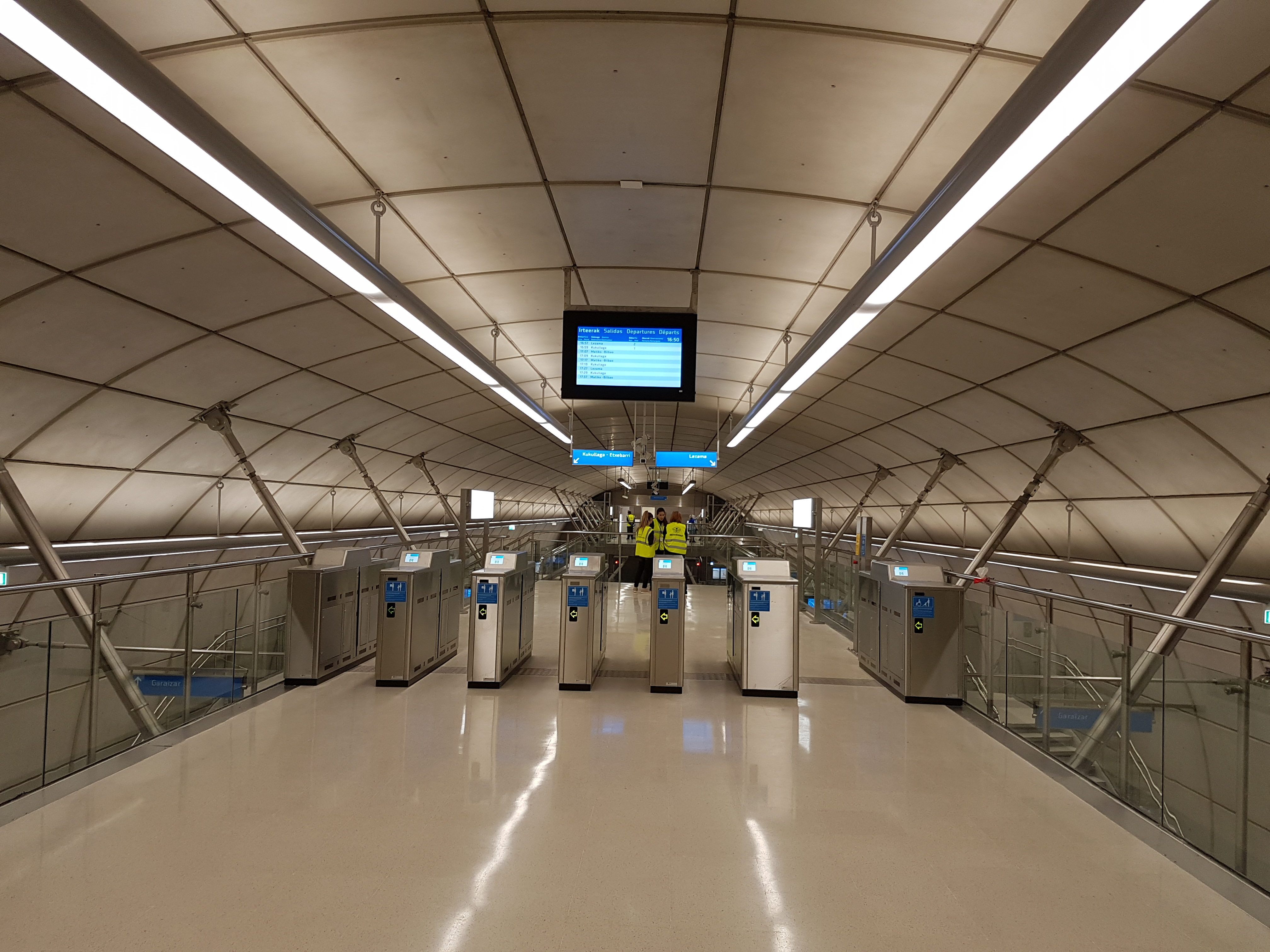